# 相翁松の碑

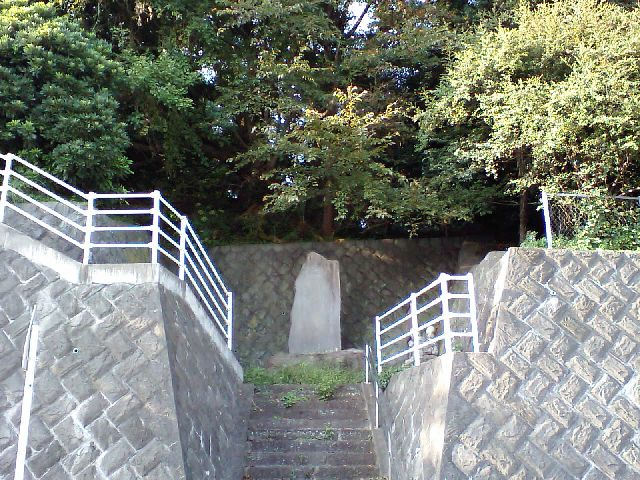
相翁松の碑
（神奈川県小田原市江之浦）

相翁松の碑（あいおいまつのひ）とは、神奈川県小田原市江之浦にある石碑である。相翁松碑（しょうおうしょうひ）とも表記する。1907年（明治40年）に、坪野平太郎、阪谷芳郎、添田壽一らによって建立された。

## 概要
神奈川県小田原市江之浦の神奈川県道740号小田原湯河原線（旧国道135号）沿いにある。付近は標高100メートル以上の高台になっており、碑付近からは相模湾を望むことができる。碑は、県道から階段を上がった木立の中にある。碑の傍らに道祖神も建っている。

## 経緯

### 誓い
1884年（明治17年）、当時東京帝国大学の学生であった坪野平太郎、阪谷芳郎、添田壽一の三人は、春期休暇を利用して、共に東京から熱海への旅行へと出かけた。その途上、足柄下郡江ノ浦村の街道沿いに老松があり、三人はそこで休憩することにした。老松は枝ぶりが良く、またそこからの相模湾の眺めも爽快なものであった。三人はその老松の下で将来を語り合った。そして、「我々は親の恩恵により学問を修めている身であるが今、又、ここに爽快な景色を見、大いに英気を養うことができた。将来、立身したならば此の地に碑を建てよう」と誓い合った。

### 出世と再会
その後、三人はそれぞれ次の形で立身出世を成し遂げた。
- 坪野平太郎 - 第2代神戸市長
- 阪谷芳郎 - 第12代大蔵大臣（第1次西園寺内閣）
- 添田壽一 - 日本興業銀行初代総裁

老松の下での誓いから23年経った1907年（明治40年）3月、三人は約束通り江ノ浦を再訪し、かつての老松の下に石碑を建立した。碑は、坪野書、文は阪谷の撰、筆者は添田によっている。

## その後
この話は、立身出世の手本として、当時の小学校の教科書に「松下の誓い」として掲載された。1923年（大正12年）、関東大震災により碑は倒壊し土中に埋没。老松も倒壊した。碑は再建され、その旨が碑に追刻された。松については、2世が植栽された。小田原市立片浦中学校の校歌にも相翁松が歌われている。
- 座標 - 北緯35度11分16秒 東経139度8分1.7秒 / 北緯35.18778度 東経139.133806度座標: 北緯35度11分16秒 東経139度8分1.7秒 / 北緯35.18778度 東経139.133806度
- 交通 - JR東海道本線根府川駅より約2.5km。または 小田原駅東口より箱根登山バス「石名坂」行で農協前バス停下車（2008年現在、平日のみ運行）。